# تیلینگن
تیلینگن (به هلندی: Teylingen) یک شهرستان در هلند است که در هلند جنوبی واقع شده‌است. تیلینگن ۰ متر بالاتر از سطح دریا واقع شده‌است.

## نگارخانه

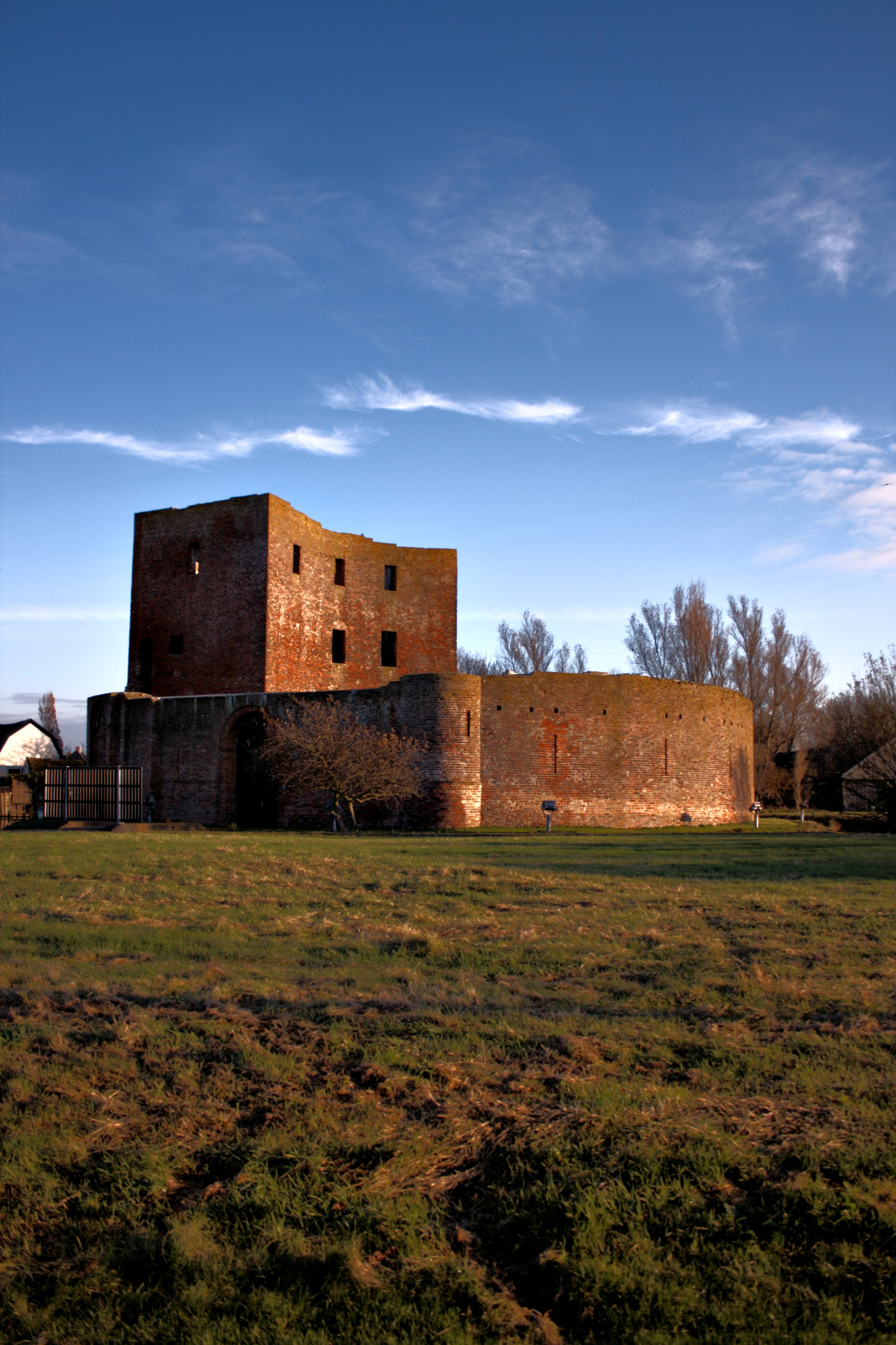
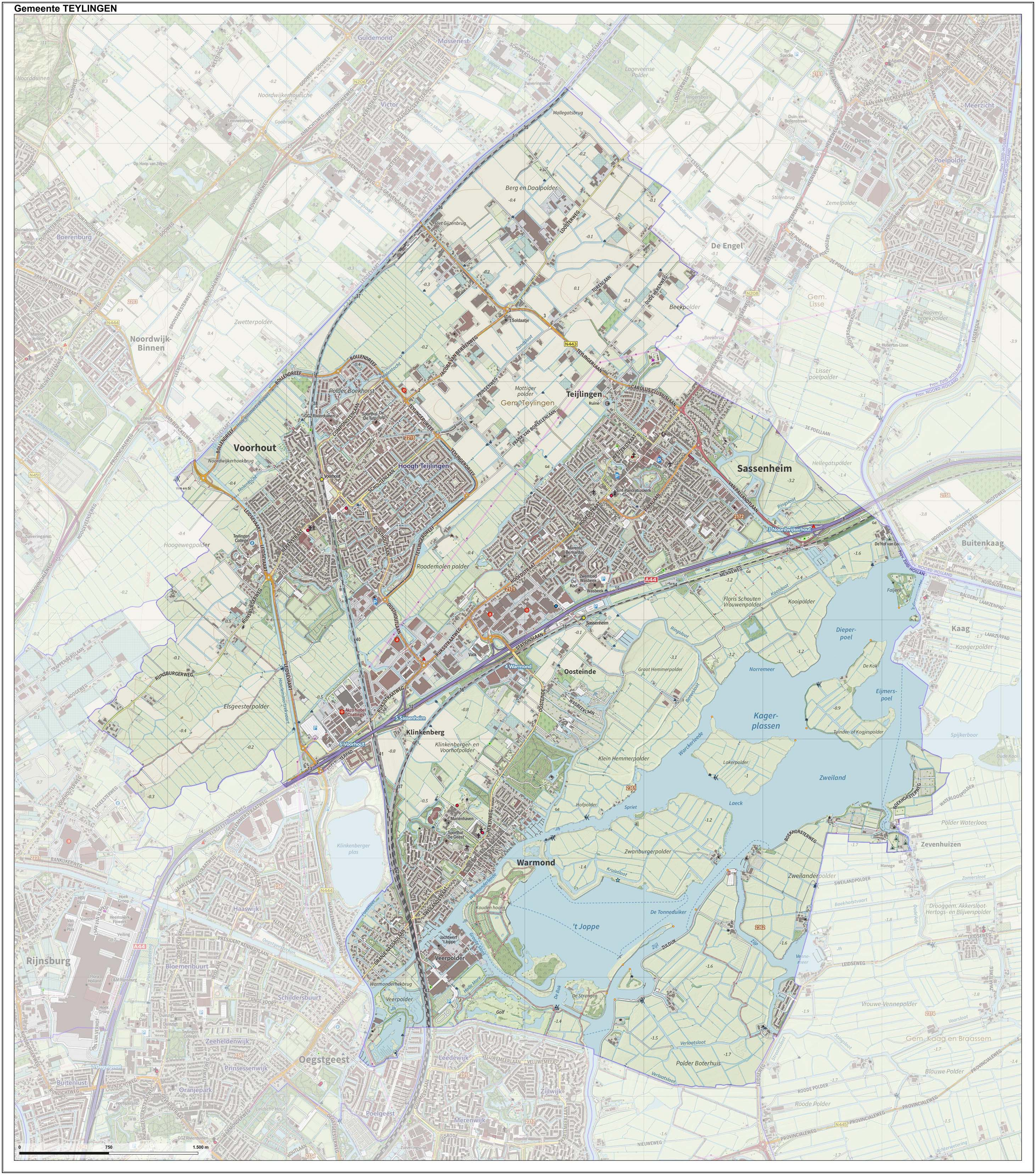